# HD 25171
HD 25171 är en ensam stjärna belägen i den södra delen av stjärnbilden Rombiska nätet. Den har en skenbar magnitud av ca 7,79 och kräver en stark handkikare eller ett mindre teleskop för att kunna observeras. Baserat på parallaxmätning inom Hipparcosuppdraget på ca 18,2 mas, beräknas den befinna sig på ett avstånd på ca 179 ljusår (ca 55 parsek) från solen. Den rör sig bort från solen med en heliocentrisk radialhastighet på ca 43 km/s.

## Egenskaper
HD 25171 är en gul till vit stjärna i huvudserien av spektralklass F8 V. Den har en massa som är ca 1,1 solmassor, en radie som är ca 1,1 solradier och har ca 1,9 gånger solens utstrålning av energi från dess fotosfär vid en effektiv temperatur av ca 6 100 K. En undersökning 2015 har uteslutit att det finns några följeslagare på projicerade avstånd över 26 astronomiska enheter.

## Planetsystem
En exoplanet upptäcktes 2010 med HARPS-instrumentet, som mätte den radiella hastighetsförskjutningen orsakad av planetens gravitationella störning. Dessa data gav en omloppsperiod på 1 845 dygn och satte en nedre gräns för planetens massa till 95 procent av Jupiters massa. Planetsystemet i HD 25171 är analogt med solsystemet i den meningen att en gasjätte kretsar utanför frostlinjen, tillräckligt långt för att inte destabilisera banor inom stjärnans beboeliga zon.
| Planet | Massa             | Halv storaxel (AE) | Siderisk omloppstid (d) | Excentricitet | Inklination | Radie |
| ------ | ----------------- | ------------------ | ----------------------- | ------------- | ----------- | ----- |
| b      | ≥0,956 ± 0,234 MJ | 3,02 ± 0,16        | 1 845 ± 15              | 0,08 ± 0,06   | -           | -     |